# Bernard de Vaulx
François Camille Bernard de Vaulx (Bourbon-Lancy (Saône-et-Loire), 18 de abril de 1892 - Boulogne-Billancourt, 10 de setembro de 1976) foi um escritor, jornalista e militante monárquico francês.

## Obras
- Monsieur de Sougy avant le phylloxera, Paris, Anthème Fayard, 1935
- Propos sur la guerre, Paris, Rivarol, 1936
- Une politique expérimentale (introdução e textos escolhidos por Bernard de Vaulx), Paris, Anthème Fayard
- Journal de François Suleau, le chevalier de la difficulté, et écrits divers choisis par Bernard de Vaulx, Paris, J. et R. Wittmann, 1946, IX-96 p.
- Deux figures du tiers ordre : le duc et la duchesse d'Alençon, Paris, Albin Michel, 1946
- Charlotte, femme souple: roman, Paris, Anthème Fayard, 1947
- L'Échéance de 1852 ou la liquidation de 1848, Paris, edições SELF, 1948
- Histoire des missions catholiques françaises, Paris, Anthème Fayard, 1951
- Les Plus beaux textes sur les missions, Paris, Edições Vieux Colombier, 1954
- Madame Tiquet, criminelle repentie, 1955
- Les Églises de couleur, Paris, Anthème Fayard, 1957
- En Afrique, cinq mille ans d'exploration, Paris, Anthème Fayard, 1960
- Les Missions, leur histoire, des origines à Benoît XV (1914), Paris, Anthème Fayard, 1960
- D'une mer à l'autre, les oblats de Marie-Immaculée au Canada, 1841-1961, Lyon, Edições Chalet, 1961
- Charles Maurras (esquisses pour un portrait), Moulins, Edições  « Cahiers bourbonnais », 1968
- Sabine ou l'Art de vieillir, Moulins , Edições « Cahiers bourbonnais », 1972
- Promenade dans Bourbon-Lancy : guide touristique et culturel, Office du tourisme-Syndicat d'initiative de Bourbon-Lancy, edições la Croix-de-Pierre, 1984